# لانیبلودوئل
لانیبلودوئل (به انگلیسی: Llanyblodwel) یک روستا و محله مدنی در بریتانیا است که در Shropshire واقع شده‌است. لانیبلودوئل ۷۶۷ نفر جمعیت دارد.